# Марі (ураган, 2014)
Ураган «Марі» (англ. Hurricane Marie) — сьомий за інтенсивністю тихоокеанський ураган за всю історію, досягнувши барометричного тиску 918 мбар (гПа; 27,11 дюйма рт. ст.) у серпні 2014 року. Чотирнадцятий ураган з назвою, девв'ятий ураган і шостий великий ураган сезону.

Хоча центр Марі залишався далеко від землі протягом усього свого існування, його великі розміри викликали збільшення прибою в районах від південно-західної Мексики на північ до південної Каліфорнії. Біля узбережжя Лос-Кабоса троє людей потонули після того, як їхній човен перекинувся в бурхливому морі. У Колімі та Оахаці сильні дощі з зовнішніх смуг спричинили повінь, що призвело до двох загиблих. Подібні наслідки були відчутні по всій Нижній Каліфорнії. Ближче до кінця серпня Марі принесла одну з найбільших подій, пов'язаних з ураганами, у південній Каліфорнії за останні десятиліття. Хвилі від 10 до 15 футів (3,0–4,6 м) потерпілих прибережних районів із структурними пошкодженнями на Острові Санта-Каталіна та в районі Великого Лос-Анджелеса. На хвилерізі поблизу Лонг-Біч завдано збитків на суму 10 мільйонів доларів, частини були вибиті. Одна людина потонула в прибою поблизу Малібу, а загальні збитки досягли 20 мільйонів доларів.

## Метеорологічна історія

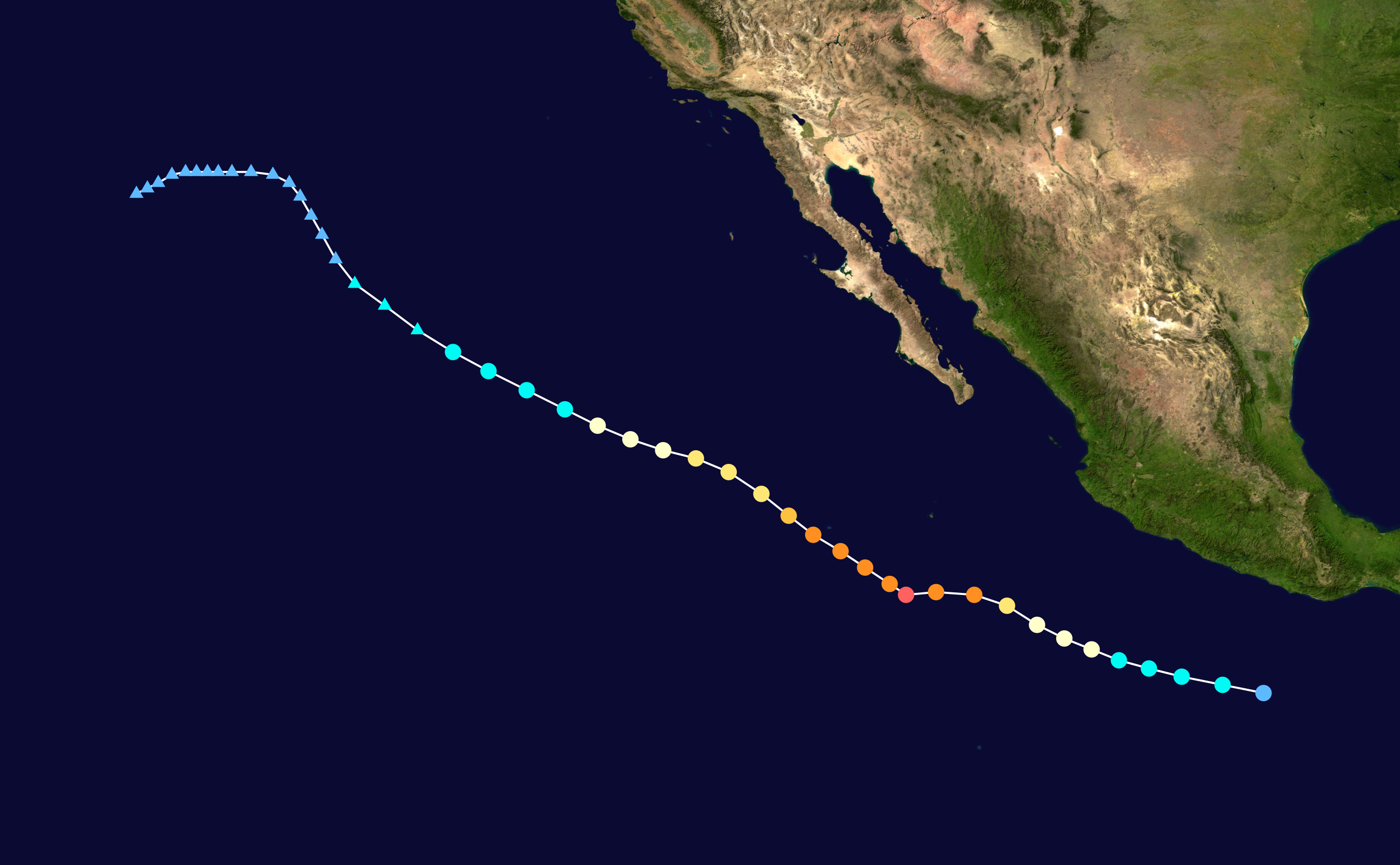
Карта шляху і інтенсивности Урагану Марі за шкалою Саффіра–Сімпсона

10 серпня Національний центр ураганів (NHC) розпочав моніторинг тропічної хвилі, що виходить біля західного узбережжя Африки. Очікувалося, що розвиток, якщо він буде супроводжуватися неорганізованою конвективною активністю, буде повільним. Згодом у хвилі утворилася широка область низького тиску приблизно на півдорозі між Африкою та Антильськими островами. Вбудований у подовжений жолоб, слабка система намагалася організуватися, і конвекція скоро зменшилася. Взаємодія з мусонном активізувала дощ і грозу 11 серпня на великій території на південний-захід від островів Зеленого Мису, але до цього часу низький рівень поверхні розсіявся. Розвиток більше не очікувався протягом наступних днів, оскільки сухе повітря створювало ворожу зону для організації шторму. Хвиля продовжила рухатися на захід через Атлантику і увійшла до Карибського басейну 16 серпня. Подальша взаємодія з Південною Америкою та прогин верхнього рівня перешкодили покращенню системи.
Починаючи з 17 серпня, NHC передбачав, що область низького тиску утвориться протягом п'яти днів на південь від затоки Теуантепек у східній частині Тихого океану з 30 % ймовірністю тропічного циклогенезу. Наступного дня хвиля була розташована над Панамою, і NHC підвищив потенціал розвитку до 60 %. Хвиля перетнула східну частину Тихого океану з супутньою конвекцією, 19 серпня утворилася область низького тиску. Умови були сприятливими для подальшого розвитку, а 20 серпня грози посилилися та стали краще організовані. Після збільшення смуг дощу та відтоку навколо чітко визначеного центру, NHC класифікував систему як Тропічна депресія Тринадцять-E на початку 22 серпня приблизно в 370 милях (595 км) на південний-схід від Акапулько, Мексика. Сильний хребет над південними Сполученими Штатами, який пізніше поширився на північ Мексики, спрямовував систему на північно-західний курс протягом усього її існування як тропічний циклон. Умови були сприятливі для посилення депресії. Модель статистичної схеми прогнозування інтенсивності урагану передбачала, що система стане ураганом 4 категорії за шкалою Сафіра-Сімпсона, коли система була лише тропічною депресією. Лише через шість годин після того, як NHC видав свою першу рекомендацію, агентство покращило депресію до тропічного шторму Марі, тринадцятого названого шторму в сезоні 2014 року. Шторм дуже швидко організувався, розвиваючи центральну щільну хмарність, що складається з інтенсивної конвекції; цьому сприяли тепла температура води низький зсув вітру. 23 серпня NHC підвищив статус «Марі» до статусу урагану, і око почало формуватися пізніше того ж дня. Наступного дня, коли шторм швидко посилився, око стало набагато чіткішим і було оточене потужною очною стінкою. Під час цієї фази шторм коливався, переміщаючись на захід, перш ніж відновити свій попередній рух. О 18:00 UTC 24 серпня Марі досягла статусу 5 категорії за шкалою Сафіра-Сімпсона, що стало першим тихоокеанським ураганом після Селії в 2010 році. NHC оцінив пік тривалого вітру 260 км/год (160 миль/год) на основі Дворака 7,0, наданого TAFB і SAB. Вони також оцінили мінімальний барометричний тиск Марі в 918 мбар (гПа; 27,11 дюйма рт.ст.), що займає сьоме місце в Тихому океані на схід від міжнародної лінії дат з моменту початку записів у 1949 році. За збігом обставин, Ураган Оділ досяг такого ж тиску лише через три тижні. На піку Марі був великим ураганом із тропічними штормовими вітрами, що охоплював площу 575 миль (925 км) у поперечнику.
Незабаром після того, як Марі досягла піку інтенсивності, конвекція ослабла через цикл заміни очної стінки, під час якого утворилося зовнішнє око. Буря також ослабла через поступове зниження температури води. На початку 26 серпня око стало набагато менш вираженим. Особливість подвійного ока збереглася протягом цього дня, хоча зовнішня очна стінка відкрилася, коли грози послабшали. Пізно 27 серпня Марі ослабла до статусу тропічного шторму, до цього часу циркуляція стала відкритою від конвекції. Поблизу Каліфорнії шторм прискорився на північний-захід, в область більш прохолодних вод і сухого повітря. Не маючи жодної додаткової конвекції, Марі наприкінці 28 серпня виродилася до залишкового мінімуму. Залишкова циркуляція поступово зменшувалася, продовжуючи йти на північний захід. До 29 серпня система продовжувала створювати шквальний вітер. Повернувшись на захід, а потім із заходу на південний захід у межах слабкого східного потоку, Марі повільно рухалася через відкритий Тихий океан, залишаючись широким, слабким циклоном. Колишній циклон зрештою втратив чітко визначений центр і розсіявся 2 вересня, приблизно в 1200 милях (1950 км) на північний-схід від Гаваїв.

## Підготовка та наслідки

### Мексика
Незважаючи на те, що ядро урагану Марі залишалося на відстані від берега, для Герреро та Оахаки було оголошено «зелений» рівень тривоги, а для Халіско, Коліми, Мічоакана та Чьяпаса — «блакитний». Сильні дощі в Оахаці спровокували повені та зсуви, найбільше постраждали райони Джукіла та Почутла. П'ятьох людей змила річка; всі були поранені, але пізніше були врятовані. Частина Федерального шосе 200 і міст були закриті. Приблизно 10 000 людей потребували допомоги, і для штату Оахака було запитано оголошення про стихійне лихо. Штормовий нагон у Колімі зруйнував чотири будівлі і пошкодив ще десять. Повені на річках Марабаско та Сан-Ніколас призвели до двох смертей. Незначні повені також відбулися поблизу Акапулько та на Колімі, де 16-футові (4,9 м) хвилі б'ють на узбережжя. У Гвадалахарі було повалено багато дерев і закрито 12 магазинів.
Біля узбережжя Лос-Кабоса в Нижній Каліфорнії 25 серпня великі хвилі перекинули рибальський човен із сімома людьми на борту. Четверо з них змогли доплисти до берега, а інші троє зникли безвісти і пізніше вважалися мертвими. Сильні смуги дощу вздовж зовнішніх околиць урагану Марі принесли сильні дощі в частинах штату. Зсуви заблокували кілька доріг поблизу Лос-Кабоса, а поривчастий вітер валив дерева та лінії електропередач. Через небезпечні умови всі школи Лос-Кабоса були закриті 25 серпня.